# Marktplatz 7 (Bad Kissingen)

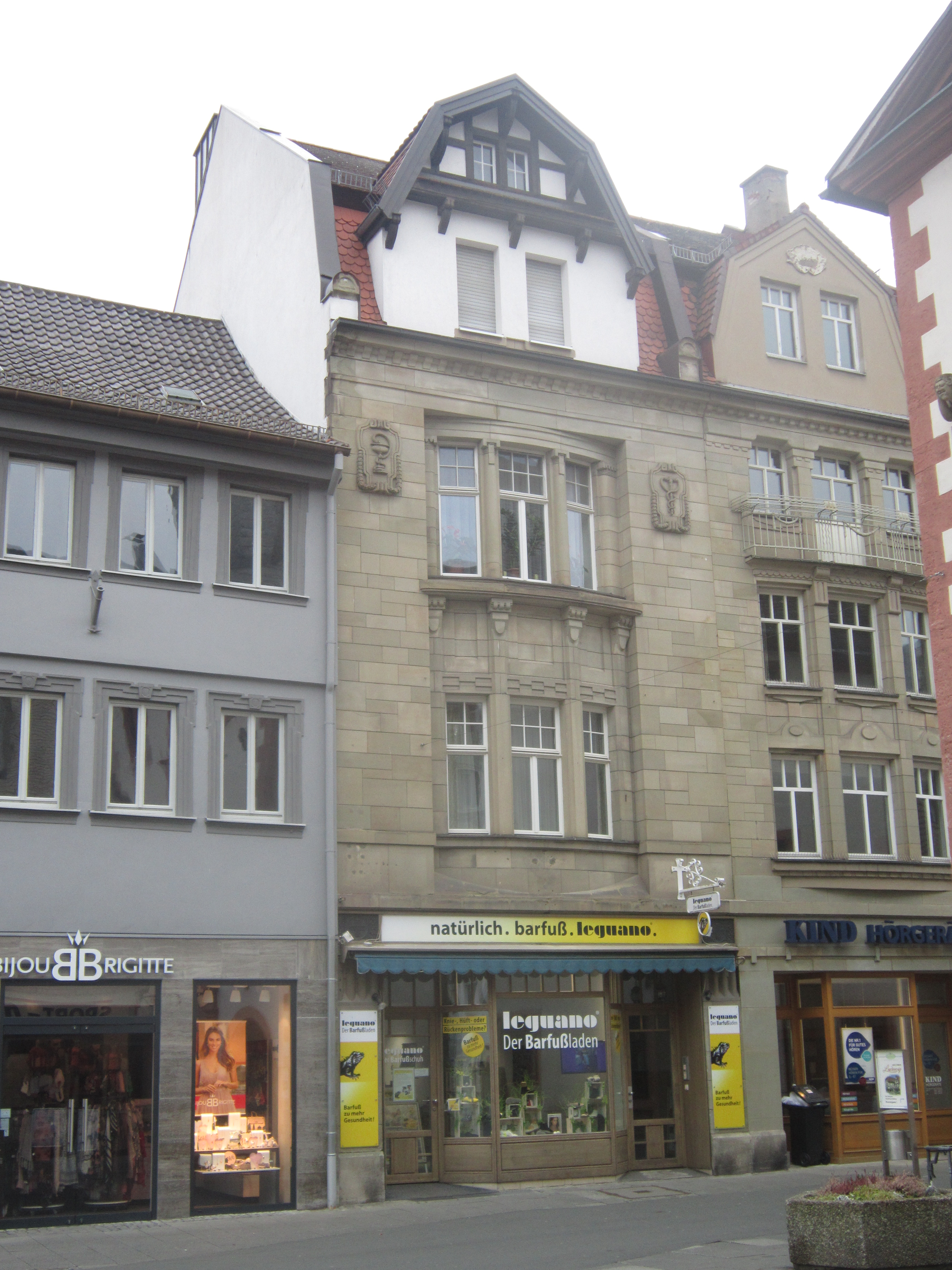
Marktplatz 7 in Bad Kissingen

Das Gebäude Marktplatz 7 in Bad Kissingen, der Großen Kreisstadt des unterfränkischen Landkreises Bad Kissingen befindet sich auf dem Marktplatz des Ortes, gehört zu den Bad Kissinger Baudenkmälern und ist unter der Nummer D-6-72-114-55 in der Bayerischen Denkmalliste registriert.

## Geschichte
Am Standort des heutigen Anwesens Marktstraße 7 befand sich vorher ein niedrigerer und schlichterer Halbwalmdachbau. Das heutige Anwesen Marktstraße 7 entstand im Jahr 1910 als dreigeschossiger Sandsteinbau im Jugendstil und wurde vom Bad Kissinger Architekt Carl Krampf erbaut.
Die Fassade wird von einer zweigeschossigen, leicht vorgewölbten Dreifenstergruppe geprägt. Dabei handelt es sich um ein großstädtisches Element des Jugendstils, das im Nachbargebäude Marktplatz 8 variiert wird; beide Anwesen bilden eine Baugruppe. Der Zwerchhausaufbau des eigentlich traufständigen Gebäudes imitiert eine Giebelstellung.